# Seppo Vainio
Seppo Johannes Vainio (* 3. Januar 1937 in Rauma; † 14. Dezember 2020) war ein finnischer Eishockeyspieler.

## Karriere
Seppo Vainio bestritt von 1954 bis 1967 für Rauman Lukko insgesamt 172 Spiele. In der Saison 1962/63 wurde er mit dem Team Finnischer Meister. Außerdem konnte er mit Lukko zwei Silber- und eine Bronzemedaille bei der Finnischen Meisterschaft gewinnen.
Mit der Finnischen Nationalmannschaft nahm er an den Olympischen Winterspielen 1960 in Squaw Valley und an der Eishockey-Weltmeisterschaft 1961 in der Schweiz teil. Bei den Olympischen Spielen wurde das Team Siebter und bei der Weltmeisterschaft belegte es Rang fünf. Insgesamt bestritt Vainio 22 Länderspiele, erzielte dabei sechs Tore und gab drei Torvorlagen.
Sein Neffe Kimmo Rintanen war ebenfalls Eishockeyspieler und nahm unter anderem an den Olympischen Winterspielen 1998 teil.